# Zabivaka
Cet article concerne la mascotte de la coupe du monde de football 2018. Pour les autres mascottes de coupe du monde, voir Mascotte de la Coupe du monde de football.

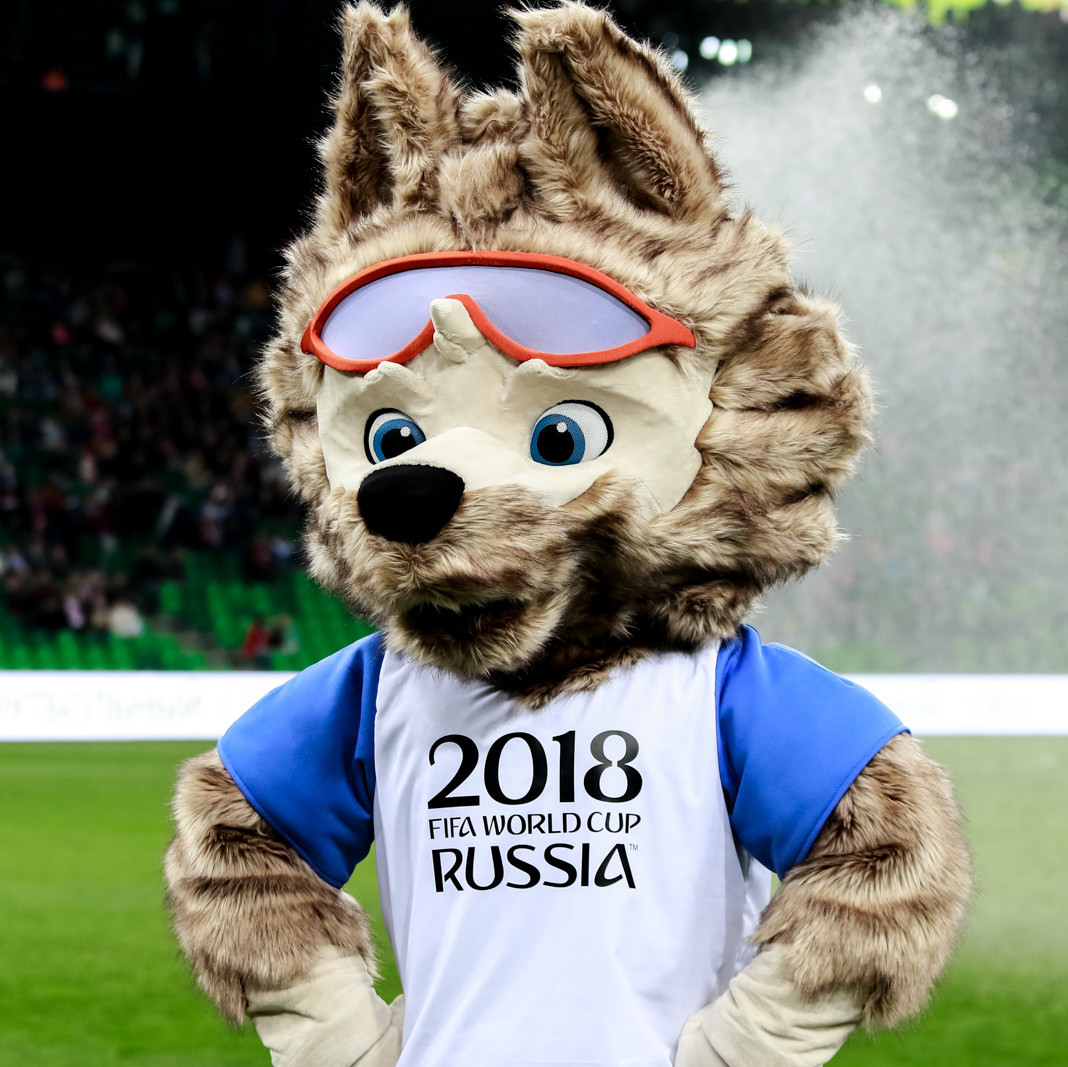
Zabivaka

Zabivaka (en russe : Забива́ка) est la mascotte officielle de la Coupe du monde de football 2018 qui se déroule en Russie.

## Histoire
Dévoilée le 21 octobre 2016, elle représente un loup portant un T-shirt où on peut lire RUSSIA 2018 ainsi que des lunettes oranges. Les couleurs de son équipementier (blanc, bleu et rouge) font référence au maillot de l'équipe de Russie, .
Ekaterina Bocharova est le créateur de la mascotte, dont l'élection a lieu sur un site internet. Le 22 octobre 2016, la mascotte est officialisée sur la chaîne de télévision russe de Pierviy Kanal, avec 53% des voix.
En russe, Zabivaka signifie « celui qui marque ».